# Bernhard Bøggild
Bernhard Christoffer Wilkens Bøggild (født 1. marts 1858 i Vammen Præstegård ved Viborg, død 26. april 1928) var en dansk ingeniør og professor ved Den Kongelige Veterinær- og Landbohøjskole.
Bøggild blev student 1877, polyteknisk kandidat 1882, studerede i et par år mælkeridriften i ind- og udland og ansattes 1886 som Landhusholdningsselskabets konsulent i mejeribrug. Han udgav 1887 et lille skrift Andelsmælkerier og 1890-91 et stort og fortrinligt skrift Mælkeribruget i Danmark (3. udgave 1907). Længe har Danmark, som bekendt, haft førerstillingen i mælkeridriften verden over; men først Bøggild har leveret en håndbog for dets vigtigste erhvervsgren og gjort rede for dennes udvikling til nutiden. Endvidere har Bøggild udgivet Mælkeribruget i fremmede Lande (1897) og Kortfattet Mælkerilære for Elever i Landbrugsskoler (1899) samt skrevet talrige afhandlinger til fagbladene. Efter professor Thomas Riise Segelckes død 1902 blev Bøggild fra 1903 hans efterfølger som professor ved Landbohøjskolen og fratrådte samtidig stillingen som Landhusholdningsselskabets mejerikonsulent. December 1910 valgtes Bøggild til medlem af selskabets bestyrelsesråd. Han var bestyrelsesmedlem i Fédération International de Laiterie og formand for dennes danske afdeling. Han var Ridder af Dannebrog.
Bøggild tog 1923 afsked fra lærergerningen og oprettede samme år flidsstipendium for mejeribrugsstuderende ved Landbohøjskolen. Han var æresmedlem af British Dairy Farmers Association og medlem af det svenske Landbrugsakademi.